# Microsoft Launcher
Microsoft Launcher (ранее известный как Arrow Launcher) — оболочка операционной системы для ОС Android, разработанная Microsoft как лёгкое, быстрое и эффективное упрощение взаимодействия с пользователем Android, первоначально доступная в виде бета-версии в октябре 2015 года и опубликованная в Google Play 5 октября 2017 года. Цель разработки Microsoft Launcher — предоставить ориентированную на пользователя основу для приложений Windows и Office через учётную запись Microsoft.

## Обзор
Приложение имеет настраиваемую ленту, которая отображает релевантную и персонализированную информацию для пользователя, такую как лента новостей, списки дел, события календаря, недавняя активность и многое другое. Смахивание вверх от нижней части экрана открывает ярлыки приложений, а на панели приложений вверху находится панель поиска и недавно установленные приложения. Элементы дизайна можно персонализировать с помощью широкого набора опций, таких как ежедневные обои Bing в качестве фонового изображения на экране блокировки.

## Использование
Оболочка операционной системы интегрируется с другими приложениями Microsoft для Android за счёт включения таких функций, как «Продолжить на ПК», что позволяет пользователю без проблем работать со своим телефоном и ПК с Windows. Например, они могут открыть веб-страницу в Edge, а затем открыть ту же страницу на своём ПК.

## Популярность
В июне 2023 года Microsoft Launcher скачали из Google Play более 50 миллионов раз. Является заменой Windows 10 Mobile.